# Phytoecia erythrocnema
Phytoecia erythrocnema — вид жесткокрылых из семейства усачей.

## Распространение
Распространён в Северной Африке, Испании, Португалии и в южной части Франции.

## Описание
Жук длиной от 8 до 15 мм. Время лёта с апреля по июль.

## Развитие
Жизненный цикл длится один год. Кормовыми растениями являются разные травянистые растения: морковь (Daucus), фенхель  (Foeniculum), татарник (Onopordon), синеголовник (Eryngium) и др.